# Notholca acuminata
Notholca acuminata är en hjuldjursart som först beskrevs av Ehrenberg 1832.  Notholca acuminata ingår i släktet Notholca och familjen Brachionidae. Det är osäkert om arten förekommer i Sverige. Inga underarter finns listade i Catalogue of Life.